# Microdalyellia arctica
Microdalyellia arctica är en plattmaskart som först beskrevs av Nasonov 1923.  Microdalyellia arctica ingår i släktet Microdalyellia, och familjen Dalyelliidae. Arten är reproducerande i Sverige.